# Polyplectropus parakrama
Polyplectropus parakrama är en nattsländeart som beskrevs av Schmid 1958. Polyplectropus parakrama ingår i släktet Polyplectropus och familjen fångstnätnattsländor. Inga underarter finns listade i Catalogue of Life.